# Episodi de Le grandi fiabe (prima stagione)
La prima stagione della serie televisiva Le grandi fiabe è stata trasmessa da NBC dal 12 gennaio al 21 dicembre 1958. Dei 16 episodi 13 sono stati girati in bianco e nero e 3 a colori, due dei quali vennero ripresi e trasmessi dal vivo. In seguito 13 episodi furono replicati su ABC dal 12 gennaio 1960.
In Italia, 7 episodi vennero trasmessi dal Programma Nazionale, oggi Rai 1, dal 25 dicembre 1959 al 1º maggio 1960.
| n° | Titolo originale             | Titolo italiano                 | Prima TV USA      | Prima TV Italia  |
| -- | ---------------------------- | ------------------------------- | ----------------- | ---------------- |
| 1  | Beauty and the Beast         |                                 | 12 gennaio 1958   |                  |
| 2  | Rumpelstiltskin              |                                 | 2 febbraio 1958   |                  |
| 3  | The Nightingale              |                                 | 18 febbraio 1958  |                  |
| 4  | The Legend of Sleepy Hollow  |                                 | 5 marzo 1958      |                  |
| 5  | Dick Whittington and His Cat |                                 | 23 marzo 1958     |                  |
| 6  | The Land of Green Ginger     |                                 | 18 aprile 1958    |                  |
| 7  | Rip Van Winkle               |                                 | 6 maggio 1958     |                  |
| 8  | The Sleeping Beauty          | La bella addormentata           | 8 giugno 1958     | 18 aprile 1960   |
| 9  | The Little Lame Prince       | Il principino zoppo             | 15 luglio 1958    | 1º maggio 1960   |
| 10 | The Magic Fishbone           | La magica spina di pesce        | 19 agosto 1958    | 25 dicembre 1959 |
| 11 | The Wild Swans               | I cigni selvatici               | 12 settembre 1958 | 25 aprile 1960   |
| 12 | Hiawatha                     | La leggenda di Hiawatha         | 13 ottobre 1958   | 16 gennaio 1960  |
| 13 | Rapunzel                     |                                 | 27 ottobre 1958   |                  |
| 14 | Ali Baba and the 40 Thieves  | Alì Baba e i 40 ladroni         | 12 novembre 1958  | 19 marzo 1960    |
| 15 | The Emperor's New Clothes    | Gli abiti nuovi dell'imperatore | 25 novembre 1958  | 1º marzo 1960    |
| 16 | Mother Goose                 |                                 | 21 dicembre 1958  |                  |

## Beauty and the Beast
- Episodio basato su: La bella e la bestia
- Diretto da: Kirk Browning
- Scritto da: Joseph Schrank
- Soggetto: Jeanne-Marie Leprince de Beaumont

Trama
Un mercante di ritorno da un viaggio, si perde nella tormenta e trova un magnifico palazzo, in cui un ospite invisibile gli offre vitto e alloggio. Il giorno dopo, mentre sta per andarsene, l'uomo coglie nel giardino una rosa per sua figlia Bella. Immediatamente viene aggredito da un'orrenda bestia, furiosa che egli abbia preso uno dei suoi fiori. La bestia minaccia di uccidere il mercante, a meno che quest'ultimo non conduca una delle sue tre figlie al castello entro un mese. Bella si offre volontaria.
- Interpreti: Claire Bloom (Bella), Charlton Heston (Bestia), E.G. Marshall (mercante), Barbara Baxley (sorella di Bella), June Lockhart (sorella di Bella).
- Nota: Episodio girato e trasmesso dal vivo e a colori.

## Rumpelstiltskin
- Episodio basato su: Tremotino
- Diretto da: Daniel Petrie
- Scritto da: Frank Gabrielson
- Soggetto: Fratelli Grimm

Trama
Hanz Franz il mugnaio racconta a tutto il paese che sua figlia Elsa è in grado di filare la paglia in oro. La fanciulla viene portata via dall'esattore delle tasse reale Lord Karsch e chiusa in una stanza del palazzo del re.
- Interpreti: Kurt Kasznar (Hans Franz), Phyllis Love (Elsa), Shaike Ophir (Rumpelstiltskin), Jonathan Harris (Lord Karsch), Celia Lovsky (vecchia), John Raitt (Re), Pernell Roberts (Conte Schoenfeld).

## The Nightingale
- Episodio basato su: L'usignolo
- Diretto da: Robert B. Sinclair
- Scritto da: Alvin Sapinsley
- Soggetto: Hans Christian Andersen

Trama
L'oppresso popolo cinese ha come sola consolazione il soave canto dell'usignolo. Ma l'imperatore sente parlare dell'uccello e ordina che venga trasferito dalla foresta al suo palazzo.
- Interpreti: Russell Collins (ciambellano), Thomas Mitchell (Imperatore), Liam Sullivan (Principe della Corona), Robert H. Harris (maestro di musica relae), Lisa Lu (Lady Thousand-Thrush), Dayton Lummis (morte), Milton Parsons (astronomo reale), Robert Stevenson (guardaboschi reale).

## The Legend of Sleepy Hollow
- Episodio basato su: La leggenda di Sleepy Hollow
- Diretto da: Paul Bogart
- Scritto da: Norman Lessing
- Soggetto: Washington Irving

Trama
Il bizzarro insegnante Ichabod Crane e lo sbruffone Brom Bones si contendono la mano della benestante Katrina Van Tassel.
- Interpreti: Shirley Temple (Katrina Van Tassel), Russell Collins (Alpheus), John Ericson (Brom Bones), Fred Essler (Baltus Van Tassel), Boris Karloff (Padre Knickerbocker, narratore), Tim Lyon (Nick), Jules Munshin (Ichabod Crane), John Mylong (cavaliere).
- Nota: Episodio girato e trasmesso dal vivo e a colori.

## Dick Whittington and His Cat
- Episodio basato su: Dick Whittington e il suo gatto
- Diretto da: Robert B. Sinclair
- Scritto da: Frank Gabrielson
- Soggetto: Fred Banbery

Trama
Dick Whittington, un ragazzo di campagna, si reca a Londra in cerca di fortuna. Dopo essere stato assunto dal gentile signor Fitzwarren, un commerciante, Dick usa i suoi guadagni per comprare un gatto. Maltrattato dall'apprendista Gooley, Dick scappa, ma ritorna quando le campane di St Mary-le-Bow predicono che sarà tre volte sindaco di Londra.
- Interpreti: Jack Diamond (Dick Whittington), Martyn Green (Mr. Fitzwarren), Sebastian Cabot (Re), Ashley Cowan (Arthur Gooley), Judi Meredith (Alice Fitzwarren).

## The Land of Green Ginger
- Episodio basato su: The Land of Green Ginger
- Diretto da: Robert B. Sinclar
- Scritto da: Noel Langley
- Soggetto: Noel Langley

Trama
Abu Ali, figlio dell'Imperatore della Cina Aladino, non riesce a scegliere una sposa. Verrà in suo aiuto il genio della lampada magica.
- Interpreti: Anthony Eustrel (Aladino), Jack Albertson (Tintac Ping Foo), Sue England (Silverbod), Joey Faye (Rubdub Ben Thud), Kuldeep Singh (Abu Ali).

## Rip Van Winkle
- Episodio basato su: Rip van Winkle
- Diretto da: Harry Horner
- Scritto da: Noel Langley
- Soggetto: Washington Irving

Trama
Rip Van Winkle si avventura in un covo all'interno di uno dei monti Catskill. Qui incontra una strana banda di nani, la cui potente bevanda lo fa sprofondare in un sonno di vent'anni.
- Interpreti: E.G. Marshall (Rip Van Winkle), Ralph Dumke (Tooley), Owen McGiveney (Peter Vanderdonk), Billy Curtis (nano), Harry Monty (nano), Leora Dana (signora Van Winkle), Beverly Washburn (Judith Van Winkle).

## La bella addormentata
- Episodio basato su: La bella addormentata
- Titolo originale: The Sleeping Beauty
- Diretto da: Mitchell Leisen
- Scritto da: Margaret Fitts
- Soggetto: Charles Perrault

Trama
Il re e la regina desiderano da tempo un figlio e la Fata Nera accetta di aiutarli nel realizzare il loro desiderio. Ma quando alla coppia nasce una figlia, i due provocano l'ira della Fata Nera non invitandola al battesimo. La Fata Nera lancia quindi un incantesimo sulla principessa, predicendo che prima che la bambina raggiunga l'età adulta, un fuso le bucherà la mano e la farà cadere in un sonno profondo.
- Interpreti: Anne Helm (bella addormentata), Judith Evelyn (Fata Nera), Alexander Scourby (Re), Nancy Marchand (Regina), Olive Deering (Grimgerda), Vernon Gray (Aidan), Pernell Roberts (Thorabore), Phillip Pine (Gall), Robert Quarry (Perriscale).

## Il principino zoppo
- Episodio basato su: The Little Lame Prince
- Titolo originale: The Little Lame Prince
- Diretto da: Harry Horner
- Scritto da: S.S. Schweitzer
- Soggetto: Dinah Maria Mulock Craik

Trama
Il Principe Dolor, erede al trono di Grauthenia, viene impregionato dal cattivo Re Bertrand.
- Interpreti: Lorne Greene (Re Bertrand), Anna Lee (Fata Madrina), Rex Thompson (Principe Dolor), Mickey Finn (Quinto), Peter Forster (capitano), George Mitchell (Frederick), James Mitchell (Marko), Ottola Nesmith (indovina), Katherine Squire (Flora), Joan Weldon (Amelia).

## La magica spina di pesce
- Episodio basato su: La magica lisca di pesce
- Titolo originale: The Magic Fishbone
- Diretto da: Oscar Rudolph
- Scritto da: Margaret Fitts
- Soggetto: Charles Dickens

Trama
La Principessa Alicia non riesce a sfamare tutti i bambini.
- Interpreti: Terry Burnham (Principessa), Jimmy Carter (Principe), Leo G. Carroll (Mr. Gingery), Estelle Winwood (Fata Grandmarina), Lisa Daniels (Principessa Alicia), Barry Jones (Re Watkins), J.M. Kerrigan (Mr. Pickles), Rex Evans (Mr. Muffins), Richard Lupino (ragazzo pescivendolo).

## I cigni selvatici
- Episodio basato su: I cigni selvatici
- Titolo originale: The WIld Swans
- Diretto da: Richard Morris
- Scritto da: Jean Holloway
- Soggetto: Hans Christian Andersen

Trama
La cattiva regina Flavia tramuta i suoi figliastri in cigni e tenta di uccidere la sua figliastra Elisa.
- Interpreti: Olive Deering (Regina Flavia), Phyllis Love (Elisa), Melville Cooper (Binky), Robert Banas (fratello), Bon Chapman (fratello), Buzz Martin (fratello), Grant Williams (Re Julio), Alfred Ryder (primo ministro), Joseph Wiseman (stregone).

## La leggenda di Hiawatha
- Episodio basato su: La canzone di Hiawatha
- Titolo originale: Hiawatha
- Diretto da: Mitchell Leisen
- Scritto da: Frank Gabrielson
- Soggetto: Henry Wadsworth Longfellow

Trama
La storia di due giovani innamorati di tribù native americane rivali.
- Interpreti: John Ericson (Hiawatha), Nyra Monsour (Minnehaha), J. Carroll Naish (Lagoo), Katherine Warren (Nokomis), Read Morgan (Kwasinol), Pernell Roberts (Pau-Puk-Kewis), Robert Warwick (Muh-Ah-Genta), Richard Hale (Megissogwon), David Garcia (Chibiabos).

## Rapunzel
- Episodio basato su: Raperonzolo
- Diretto da: James Neilson
- Scritto da: William Durkee
- Soggetto: Fratelli Grimm

Trama
Il Principe Peter si innamora di una voce meravigliosa, che si rivela appartenere a Raperonzolo, una fanciulla dai lunghissimi capelli imprigionata in una torre da una strega.
- Interpreti: Don Dubbins (Principe Peter), Carol Lynley (Raperonzolo), Agnes Moorehead (strega), Alexander Scourby (Re), Philip Abbott (marito), Marian Seldes (vedova Enga).

## Alì Baba e i 40 ladroni
- Episodio basato su: Alì Babà e i quaranta ladroni
- Titolo originale: Ali Baba and the Forty Thieves
- Diretto da: James Nelson
- Scritto da: William Durkee, Norman Lessing

Trama
Il povero Alì trova una caverna di banditi colma di tesori, la cui parola d’ordine d’accesso è “apriti sesamo”.
- Interpreti: Thomas Gomez (Kasim), Nehemiah Persoff (Ali Babà), Vivian Nathan (moglie), Bruce Gordon (capitano dei ladroni), Miriam Colon (Morgiana), Rafael Compos (Abdullah), Robert Carricart (Koali), Alfred Ryder (Hussein).

## Gli abiti nuovi dell'imperatore
- Episodio basato su: I vestiti nuovi dell'imperatore
- Titolo originale: The Emperor’s New Clothes
- Diretto da: James Neilson
- Scritto da: Norman Lessing
- Soggetto: Hans Christian Andersen

Trama
Un sarto disonesto convince il vanitoso imperatore dell'esistenza di un abito invisibile.
- Interpreti: Eli Wallach (Simon il sarto), Sebastian Cabot (Imperatore), Richard Haydn (primo ministro), Pernell Roberts (Conte DeSpard), Barbara Lord (Principessa Sophy), Yale Wexler (Principe Nils), Mickey Maga (il bambino).

## Mother Goose
- Episodio basato su: Mamma Oca
- Diretto da: Mitchell Leisen
- Scritto da: Malvin Wald, Henry F. Greenberg

Trama
Mamma Oca viaggia fino a Mayfair nel tentativo di salvare l'annuale fiera cittadina, che è stata cancellata dal padre della giovane Polly Baker, il sindaco.
- Interpreti: Shirley Temple (Polly Baker), Elsa Lanchester (Mamma Oca), Rod McKuen (Simple Simon), William Allyn (Principe George), Carleton Carpenter (Tom, il figlio del pifferaio), Lloyd Corrigan (Wee Willie Winkie), Billy Gilbert (Able Baker, il sindaco), Lynn Alden (Jill), Louise Glenn (Sukey).
- Nota: Episodio girato e trasmesso a colori.